# Démographie de l'Arabie saoudite
Cet article contient des statistiques sur la démographie de l'Arabie saoudite.

## Évolution Démographique

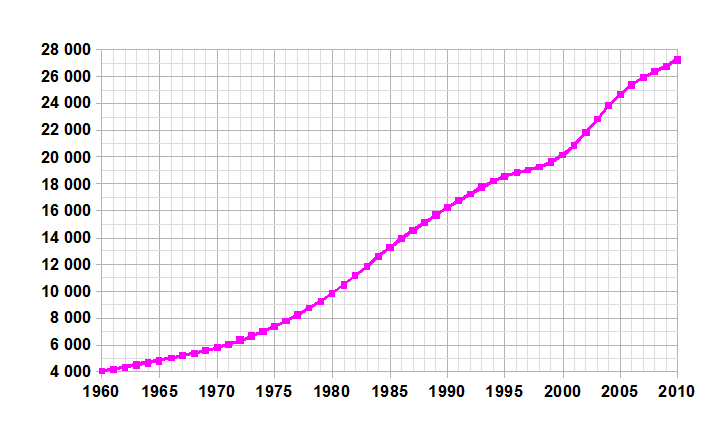
Courbe d'évolution démographique de l'Arabie saoudite.

### Taux démographique
| Période     | Naissances annuelles | Décès annuels | Solde naturel annuel | Taux de natalité (‰) | Taux de mortalité (‰) | Solde naturel (‰) | Indice de fécondité | Taux de mortalité infantile |
| ----------- | -------------------- | ------------- | -------------------- | -------------------- | --------------------- | ----------------- | ------------------- | --------------------------- |
| 1950 - 1955 | 159 000              | 81 000        | 78 000               | 47,9                 | 24,3                  | 23,5              | 7,18                | 204,3                       |
| 1955 - 1960 | 180 000              | 83 000        | 98 000               | 47,6                 | 21,9                  | 25,7              | 7,18                | 183,1                       |
| 1960 - 1965 | 210 000              | 86 000        | 124 000              | 47,6                 | 19,6                  | 28,1              | 7,26                | 162,6                       |
| 1965 - 1970 | 248 000              | 88 000        | 159 000              | 46,9                 | 16,7                  | 30,2              | 7,26                | 139,2                       |
| 1970 - 1975 | 304 000              | 88 000        | 216 000              | 46,4                 | 13,4                  | 33,0              | 7,30                | 106,6                       |
| 1975 - 1980 | 378 000              | 86 000        | 292 000              | 44,1                 | 10,0                  | 34,1              | 7,28                | 78,2                        |
| 1980 - 1985 | 491 000              | 86 000        | 405 000              | 42,7                 | 7,5                   | 35,2              | 7,02                | 57,0                        |
| 1985 - 1990 | 562 000              | 86 000        | 476 000              | 38,3                 | 5,8                   | 32,4              | 6,22                | 42,3                        |
| 1990 - 1995 | 579 000              | 85 000        | 495 000              | 33,5                 | 4,9                   | 28,6              | 5,45                | 30,2                        |
| 1995 - 2000 | 573 000              | 87 000        | 486 000              | 29,7                 | 4,5                   | 25,2              | 4,51                | 22,2                        |
| 2000 - 2005 | 545 000              | 91 000        | 454 000              | 24,7                 | 4,1                   | 20,6              | 3,54                | 19,4                        |
| 2005 - 2010 | 569 000              | 98 000        | 470 000              | 22,1                 | 3,8                   | 18,3              | 3,03                | 18,5                        |

## Composition de la population
| Année                                                     | Population totale | %±      | Saoudiens (%)       | %±      | Étrangers (%)       | %±      |
| --------------------------------------------------------- | ----------------- | ------- | ------------------- | ------- | ------------------- | ------- |
| 2011                                                      | 28 376 355        |         | 19 405 685 (68,4 %) |         | 8 970 670 (31,6 %)  |         |
| 2012                                                      | 29 195 895        | + 2,9 % | 19 838 448 (67,9 %) | + 2,2 % | 9 357 447 (32,1 %)  | + 4,3 % |
| 2013                                                      | 29 994 272        | + 2,7 % | 20 271 058 (67,6 %) | + 2,2 % | 9 723 214 (32,4 %)  | + 3,9 % |
| 2014                                                      | 30 770 375        | + 2,5 % | 20 702 536 (67,6 %) | + 2,1 % | 10 067 839 (32,4 %) | + 3,7 % |
| Source : Central Department of Statistics and Information |                   |         |                     |         |                     |         |

| Nationalités supérieurs à 30000 personnes | 2022       |
| ----------------------------------------- | ---------- |
| Population totale en Arabie saoudite      | 32 120 000 |
| Arabie saoudite (autochtones)             | 18 800 000 |
| Population étrangère totale               | 13 400 000 |
| Bangladesh                                | 2 116 190  |
| Inde                                      | 1 884 480  |
| Pakistan                                  | 1 814 680  |
| Yémen                                     | 1 803 470  |
| Égypte                                    | 1 471 380  |
| Soudan                                    | 819 580    |
| Philippines                               | 725 890    |
| Syrie                                     | 449 310    |
| Népal                                     | 297 560    |
| Jordanie                                  | 204 250    |
| Indonésie                                 | 175 340    |
| Birmanie                                  | 163 720    |
| Éthiopie                                  | 159 220    |
| Afghanistan                               | 132 280    |
| Palestine                                 | 129 870    |
| Ouganda                                   | 127 930    |
| Kenya                                     | 91 800     |
| Sri Lanka                                 | 84 790     |
| Nigeria                                   | 79 550     |
| Liban                                     | 52 780     |
| Koweït                                    | 50 280     |
| Maroc                                     | 48 800     |
| Érythrée                                  | 47 260     |
| Tchad                                     | 46 190     |
| Somalie                                   | 45 710     |
| Mali                                      | 38 360     |
| Niger                                     | 33 580     |

Au premier trimestre 2013, la population active est estimée selon les autorités saoudiennes à 11,286 millions de personnes (9,591 millions d'hommes, 1,695 millions de femmes). 80 % de celle-ci sont composés d'étrangers. La population étant composée au début de 2013 de 7,5 à 8 millions de travailleurs étrangers selon des chiffres officiels et le nombre des clandestins est estimé à deux millions sur 29 millions d'habitants. On suppute qu'ils constituent peut-être jusqu’à 40 % de la population du pays.
Une décision de limiter la proportion de travailleurs immigrés à 20 % de la population a commencé à être appliquée en 2013. Un tel pourcentage ramènerait leur nombre à environ 4 millions.
Au début de novembre 2013, en application de cette décision, une vague d'expulsions d'immigrés clandestins a touché 900 000 personnes depuis le début de l'année, et l'on prévoit un million d'autres expulsions.